# 志摩民俗資料館
志摩民俗資料館（しまみんぞくしりょうかん）は、三重県志摩郡阿児町鵜方（現在の志摩市阿児町鵜方）にかつて存在した、近鉄興業の運営する資料館。志摩地方の暮らしに焦点をあてた総合博物館であり、館内は3つの展示室で構成されていた。
地元への返礼として文化財の保護・活用を行うことに加え、ビジターセンターとして観光客に志摩地方の予備知識を提供することを目的に開館したが、「観光の起点、文化情報の提供機能としての役割はすでに終えたもの」として1998年（平成10年）1月31日に閉館した。

## 資料館の概要
志摩郡の玄関口である近鉄志摩線鵜方駅のすぐそばに立地し、開館当初は鉄道による旅行者が多かったことと団体旅行の隆盛期にあったこと、周辺に目立った観光施設がなかったこともあり、入館者数は多かった。開館時間は9時から17時（JST）で、12月31日のみ休館していた。しかし志摩の観光施設が充実してきたことや伊勢志摩全体の観光入込客数の減少、観光客のニーズの変化に対応できなかったことを背景に入館者数が減少し、閉館に至った。とりわけ志摩スペイン村の開業は入館者数の減少に拍車をかけた。当時の入館料は大人500円、中高生300円、小学生200円であった。床面積は約1,700m2。
入館者数の推移
| 年度 | 入館者数 | 備考         |
| ---- | -------- | ------------ |
| 1982 | 48,000   | 概数         |
| 1994 | 8,359    |              |
| 1995 | 8,067    |              |
| 1996 | 6,465    |              |
| 1997 | 3,430    | 12月17日まで |

志摩民俗資料館の開館当時は公立の博物館が志摩地方になく、その代替施設としての機能も担っていた。観光客向けには、従来型のバス移動と旅館等で食事を楽しむだけの観光から脱却し、観光客自らが能動的に地域を体感する新しい観光を提案する施設であった。
後述の通り、元ボウリング場を資料館に改装した施設である。ボウリング場のレーンを展示室に、機械室を資料の収蔵庫にそれぞれ転用し、事務室はそのまま、ロビーは一部をホールに転用し、残った部分はロビーのまま利用した。

## 展示
収蔵資料数は約6,500点、展示品数は約2,600点であった。所蔵資料の95%が地元の志摩郡5町（浜島町、大王町、志摩町、阿児町、磯部町=現・志摩市）、鳥羽市、度会郡南勢町（現・南伊勢町）からの寄贈品であった。資料の収集は、近鉄グループに所属する地元採用の社員の自宅からまず民具等を集め、次第に社員の親戚や近所の住民に協力を求める方法で行われた。その後、各集落の老人会の協力を仰ぎ、資料収集員が各戸を訪問して民具の収集に当たった。資料収集は提供者間の不平等をなくすことと、開館後も継続的な協力を得ることを考慮して、「購入」ではなく「寄贈」の形をとることを終始一貫した。資料の寄贈を持ち主から取り付けた後も資料の運搬・洗浄・保管には多くの困難があった。
常設展示室は「海に生きる志摩」・「暮らしと道具」・「志摩のまつり」の3つあった。このうち、第1展示室の「海に生きる志摩」と第2展示室の「暮らしと道具」は開館準備段階から常設展示として決まっており、第3展示室は企画展用であった。「暮らしと道具」では農業等の生業に用いる道具と衣食住の道具が展示される展示室で、収集できた資料から展示の構成が検討されたため、最も展示方法が難しい展示室となった。「志摩のまつり」では、伊雑宮御田植祭・わらじ祭り・潮かけ祭り・安乗文楽などをパノラマ展示で再現していた。学芸員が1人しか配置されなかったことや、近鉄興行が十分な予算を資料館に割かなかったことから、展示内容は開館から閉館までほとんど変えられることはなかった。
常設展に加えて企画展も開かれていた。例えば神宮式年遷宮の催行された1993年（平成5年）には「伊勢神宮の社と神領展」と題し、伊勢神宮の125社の紹介や祭祀に用いる土器の展示などを実施した。第1回の企画展（特別展）は「暮らしのなかのやきもの」であり、日本観光文化研究所が収集していた陶器類や志摩地方でよく使われる常滑焼を新たに入手して展示された。企画展は常設展を補う役割を果たすと同時に、収蔵資料の名称や使用法の調査を進める上でも効果を発揮した。こうした企画展は年4回行われ、体験型のイベントも毎月行われていた。毎月の体験型イベントは主にイベントホールで行われ、郷土史の啓蒙活動の場となっていた。
展示方法は、模型・写真・実物を用い、ケースに収納せずに来館者が手で触れることができるようにしているものが多かった。ジオラマによる大掛かりな生活の再現もあった。

## 歴史
1980年（昭和55年）7月17日に近鉄興業が所有していたボウリング場跡地を改装して同社が開館した。当時の近鉄興業社長が日本観光文化研究所に開館準備を依頼し、民俗学者の宮本常一らが資料収集にあたった。資料館の開館準備が日本観光文化研究所に委託されてから開館し、近鉄興業に業務の転移が行われるまでの経過については、谷沢明が『日本観光文化研究所研究紀要』の1巻と3巻で詳細に記述している。谷沢によれば、2 - 3年かけて準備するのが理想であるところを1年半という短期間で開館させる計画を立案し、準備を進めたという。また設立に深く関わった工藤員功は、当時日本各地で民俗資料館や博物館が設置されている中、志摩地方にはなかったということから民俗資料館が設立されたことを明かし、「（設立の）きっかけがまことに不純であった」と述べている。なお計画段階では「志摩半島民俗資料館」という名称であった。開館時点では自前の資料約4,000点と借用した資料約500点を保有し、うち2,500点を一般公開していた。
開館から数年で休館が検討されるほど、経営的には厳しい施設であり、利潤追求よりは社会貢献の側面が強かった。実現には至らなかったが、近鉄興業は2度にわたって資料館の新築移転を計画したことがあり、企業経営の限界ぎりぎりまで資料館の維持に努めた。一方で予算が十分に付けられたのは開館から3年目までで、以降はほとんどつかなかったとの関係者の声もある。1996年（平成8年）夏、近鉄興業は不採算部門の検討に入り、志摩民俗資料館はその1つに挙がった。企画予算は20万円程度に抑えられ、1997年（平成9年）春には近鉄興業が地元の阿児町と休館に向けた協議に入った。そして、同年12月16日に事実上の閉館となる「休館」の決定を報道機関に向けてファクシミリで通知し、1998年（平成10年）1月31日をもって休館することが示された。
閉館決定後は、鵜方駅構内にあった志摩民俗資料館の案内看板の撤去や館内の資料点検等の業務が粛々と進められ、予定通り1998年（平成10年）1月31日に事実上の閉館となった。この時点では収蔵資料の引き受け先は決まっていなかったが、その後大阪府にある国立施設が引き取ることで調整が進められ、最終的には地元の阿児町が一括して引き取ることが決定した。引き取られた資料は志摩市歴史民俗資料館の所蔵となり、その多くが2016年（平成28年）3月2日に「志摩半島の生産用具及び関連資料」の名称で日本国の登録有形民俗文化財となった。
資料館跡地は、しばらくの間空きテナントのまま残されていたが後に取り壊され、2016年現在は近畿ニッポンレンタカー近鉄鵜方駅前志摩営業所となっている。